# الرابطة الألمانية للدراجات

دويتشر رادفرير فيرباند بينانت

الرابطة الألمانية للدراجات، أو «جمعية الدراجات الألمانية»، كانت وحدة ركوب الدراجات في الرابطة الاشتراكية الوطنية للرايخ لممارسة الرياضة البدنية.

## التاريخ
توجد جمعيات ركوب الدراجات في ألمانيا منذ عام 1884. في ذلك العام تم تأسيس Bund Bundcher Radfahrer (BDR)، «الاتحاد الألماني للدراجات»، في مدينة لايبزيغ. في وقت لاحق تم تأسيس جمعيات أو أندية أخرى لركوب الدراجات، كان العديد منها نشطًا وناجحًا.
بعد قانون التمكين لعام 1933، الذي أعطى قانونًا هتلر السيطرة الديكتاتورية على ألمانيا، تم استدعاء جميع جمعيات ركوب الدراجات الحالية للانقسام من تلقاء نفسها (Selbstauflösung) قبل انتهاء الفصل الدراسي الأول من عام 1933. ثم تمت دعوتهم للانضمام إلى Deutscher Radfahrer-Verband ، الذي كان الفرع أو الوحدة المقابلة (Fachamt) التي أنشأها مكتب الرياضة النازية.
في 31 مايو 1945، بعد هزيمة ألمانيا النازية في الحرب العالمية الثانية، أصدرت الحكومة العسكرية الأمريكية قانونًا خاصًا يحظر الحزب النازي وجميع فروعه. يُعرف مرسوم إزالة النازية المعروف باسم «القانون رقم خمسة» بحل Nationalsozialistischer Reichsbund für Leibesübungen مع جميع مرافقه وإداراته، والتي تشمل Deutscher Radfahrer-Verband.
أعيد تأسيس اتحاد الدراجات الألماني في 21 نوفمبر 1948 في ألمانيا الغربية.
في ألمانيا الشرقية، تم إنشاء قسم الدراجات في Deutscher Sportausschuss، الهيئة الرياضية في ألمانيا الشرقية، في عام 1946.